# Johannes Schwartländer
Johannes Schwartländer (* 26. Januar 1922 in Werne an der Lippe; † 10. Dezember 2011) war ein deutscher Philosoph und Hochschullehrer.

## Leben und Wirken
Johannes Schwartländer studierte Philosophie und promovierte 1952 an der Universität Mainz. Im Jahre 1962 habilitierte er sich an der Eberhard Karls Universität Tübingen und wurde hier 1968 zum Universitätsprofessor für Philosophie ernannt. Schwartländer beschäftigte sich vor allem mit der Thematik der Menschenrechte und leitete ein hierfür an seiner damaligen Fakultät für Philosophie und Geschichte ein mehrjähriges Forschungsprojekt hierzu. 
In seinen zahlreichen Veröffentlichungen beschäftigte sich Schwartländer neben der Philosophie Immanuel Kants mit zahlreichen Fragestellungen zum Thema Menschenrechte, auch aus religionsphilosophischer und ökumenischer Sicht. 

## Veröffentlichungen (Auswahl)
Monographien
- Der Mensch ist Person. Kants Lehre vom Menschen. Kohlhammer, Stuttgart 1968.
- (Hrsg.): Menschenrechte. Aspekte ihrer Begründung und Verwirklichung (= Tübinger Universitätsschriften, Bd. 1). Attempto, Tübingen 1978, ISBN 3-921552-04-4.
- (Hrsg.): Menschenrechte – eine Herausforderung der Kirche (= Reihe Entwicklung und Frieden. Materialien, Bd. 11). Kaiser, München 1979, ISBN 3-7867-0787-1.
- (Hrsg., mit Dietmar Willoweit): Das Recht des Menschen auf Eigentum (= Tübinger Universitätsschriften, Bd. 3). Engel, Kehl 1983, ISBN 3-88357-007-9.
- (Hrsg., mit Hans Ryffel): Das Recht des Menschen auf Arbeit (= Tübinger Universitätsschriften, Bd. 4). Engel, Kehl 1983, ISBN 3-88357-019-2.
- (Hrsg.): Neue Medien und Meinungsfreiheit im nationalen und internationalen Kontext (= Tübinger Universitätsschriften, Bd. 7). Engel, Kehl 1990, ISBN 3-88357-094-X.
- (mit Heiner Bielefeldt): Christen und Muslime vor der Herausforderung der Menschenrechte. Zentralstelle Weltkirche der Deutschen Bischofskonferenz, Bonn 1992, ISBN 3-928214-30-6 (2. Aufl. 1997).
- (Hrsg.): Freiheit der Religion. Christentum und Islam unter dem Anspruch der Menschenrechte (= Forum Weltkirche, Bd. 2). Matthias-Grünewald-Verlag, Mainz 1993, ISBN 3-7867-1392-8.

Aufsätze
- Kommunikative Existenz und dialogisches Personsein. In: Zeitschrift für philosophische Forschung, Bd. 19 (1965), H. 1, S. 54–86.
- Was ist der Mensch? In: Herbert Haag (Hrsg.): Ursprung und Wesen des Menschen. Mohr Siebeck, Tübingen 1968, S. 9–24.
- Aspekte einer kritischen Verstehenslehre. Reflexionen zu Kants anthropologischer Philosophie. In: Johannes Schwartländer (Hrsg.): Verstehen und Vertrauen. Otto Friedrich Bollnow zum 65. Geburtstag. Kohlhammer, Stuttgart 1968, S. 179–198.
- Die Menschenrechte und die Notwendigkeit einer praktischen Weltorientierung. In: Helmut Kohlenberger (Hrsg.): Von der Notwendigkeit der Philosophie in der Gegenwart. Festschrift für Karl Ulmer zum 60. Geburtstag. Oldenbourg, Wien 1976, S. 166–189, ISBN 3-486-49291-8.
- Der Tod und die Würde des Menschen. In: Johannes Schwartländer (Hrsg.): Der Mensch und sein Tod. Vandenhoeck & Ruprecht, Göttingen 1976, S. 14–33, ISBN 3-525-33404-4.
- Freiheit im weltanschaulichen Pluralismus. Zum Problem der Menschenrechte. In: Josef Simon (Hrsg.): Freiheit. Theoretische und praktische Aspekte des Problems. Alber, Freiburg/Br. 1977, S. 205–238, ISBN 3-495-47373-4.
- Nicht nur Autonomie der Moral – sondern Moral der Autonomie. In: Helmut Weber (Hrsg.): Anspruch der Wirklichkeit und christlicher Glaube. Probleme und Wege theologischer Ethik heute ; [Alfons Auer zur Vollendung seines 65. Lebensjahres gewidmet]. Patmos, Düsseldorf 1980, S. 75–94, ISBN 3-491-77339-3.
- Demokratie und Menschenrechte im Horizont sittlich-autonomer Freiheit. In: Johannes Schwartländer (Hrsg.): Modernes Freiheitsethos und christlicher Glaube. Beiträge zur juristischen, philosophischen und theologischen Bestimmung der Menschenrechte (= Reihe Entwicklung und Frieden. Wissenschaftliche Reihe, Bd. 24). Kaiser, München 1981, S. 36–69, ISBN 3-459-01360-5.
- Demokratie – Verwirklichung oder Gefährung der Menschenrechte. In: Johannes Schwartländer (Hrsg.): Menschenrechte und Demokratie (= Tübinger Universitätsschriften, Bd. 2). Engel, Kehl 1981, S. 189–221, ISBN 3-88357-006-0.
- Krisis des Glaubens als Dialog von Glaube und Unglaube. Nachdenklichkeiten über Glauben in der modernen Welt. In: Heribert Gauly (Hrsg.): Im Gespräch: der Mensch. Ein interdisziplinärer Dialog. Joseph Möller zum 65. Geburtstag. Patmos, Düsseldorf 1981, S. 158–171, ISBN 3-491-77234-6.
- Sittliche Autonomie als Idee der endlichen Freiheit. Bemerkungen zum Prinzip der Autonomie im kritischen Idealismus Kants. In: Theologische Quartalsschrift, Bd. 161 (1981), S. 20–33.
- Die Verantwortung der Vernunft in einer friedlosen Welt. In: Johannes Schwartländer (Hrsg.): Die Verantwortung der Vernunft in einer friedlosen Welt. Philos.-Pädag. Kolloquium aus Anlass d. 80. Geburtstages von Otto Friedrich Bollnow. Attempto, Tübingen 1984, S. 28–47, ISBN 3-921552-47-8.
- Der Sinn des Rechts auf Arbeit. In: Universitas, Bd. 39 (1984), S. 1131–1143.
- Menschenrechte und Demokratie. In: Günter Baadte (Hrsg.): Christen und Demokratie (= Kirche heute, Bd. 4). Styria, Graz 1991, S. 57–81, ISBN 3-222-11970-8.
- Von der Würde des Menschen und der Notwendigkeit der Menschenrechte. In: Rolf J. Lorenz (Hrsg.): Die "Würde des Menschen" – beim Wort genommen (= Kontakte, Bd. 12). Francke, Tübingen 2003, S. 145–163, ISBN 3-7720-8002-2.

Festschriften
- Heiner Bielefeldt u. a. (Hrsg.): Dimensionen menschlicher Freiheit. Johannes Schwartländer zum 65. Geburtstag. Attempto, Tübingen 1988, ISBN 3-89308-004-X.

- Heiner Bielefeldt u. a. (Hrsg.): Würde und Recht des Menschen. Festschrift für Johannes Schwartländer zum 70. Geburtstag. Königshausen + Neumann, Würzburg 1992, ISBN 3-88479-683-6.